# 日本劇集列表 (2019年)
←2018年 - 2019年 - 2020年→

## 電視台
- 日本放送協會NHK
- 日本電視台NTV
  - 讀賣電視台YTV
- 朝日電視台EX
  - 朝日放送ABC
- 東京放送TBS
  - 每日放送MBS
- 東京電視台TX
- 富士電視台CX
  - 關西電視台KTV
  - 東海電視台THK
- WOWOW

## 2019年冬季（一月至三月）
| 播放日期             | 播放時間(JST)        | 逢 星 期 | 中文劇名 日文劇名                                                                      | 集 數 | 電 視 台 | 演員                | 演員                                                                                                 | 官方 網頁                                    | 主題曲 ／插曲                      | (加權)平均 收視率 |
| 播放日期             | 播放時間(JST)        | 逢 星 期 | 中文劇名 日文劇名                                                                      | 集 數 | 電 視 台 | 主演                | 其他演員                                                                                             | 官方 網頁                                    | 主題曲 ／插曲                      | (加權)平均 收視率 |
| -------------------- | -------------------- | -------- | -------------------------------------------------------------------------------------- | ----- | -------- | ------------------- | --- | -------------------------------------------- | ---------------------------------- | ----------------- |
| 上一季 \| 03月30日   | 08時00分 \| 08時15分 | 一至六   | 萬福 まんぷく                                                                          | 151   | NHK      | 安藤櫻              | 長谷川博己、內田有紀、松下奈緒、 要潤、大谷亮平、瀨戶康史、 松井玲奈、桐谷健太、松坂慶子等           | 網頁 （页面存档备份，存于）                  | 主：DREAMS COME TRUE 「」          |                   |
| 03月25日 \| 03月28日 | 19時30分 \|          | 一至四   | 雛鳥2 ひよっこ2                                                                        | 04    | NHK      | 有村架純            | 澤村一樹、木村佳乃、磯村勇斗、 和久井映見、佐佐木藏之介、三宅裕司、 白石加代子、古谷一行、宮本信子等 | 網頁                                         |                                    |                   |
| 01月07日 \|          | 21時00分 \| 21時54分 | 一       | 追緝線索～科搜研之男～ トレース〜科捜研の男〜                                          | 0     | CX       | 錦戶亮              | 新木優子、山崎樹範、岡崎紗繪、 矢本悠馬、山谷花純、篠井英介、 小雪、遠山俊也、船越英一郎等           | 網頁 （页面存档备份，存于）                  | 主：關西傑尼斯8 「crystal」        |                   |
| 01月21日 \|          | 22時00分 \| 22時54分 | 一       | 四葉銀行 原島浩美告訴你！～銀行佳人～ よつば銀行 原島浩美がモノ申す!〜この女に賭けろ〜 | 0     | TX       | 真木陽子            | 丸山隆平、塚本高史、三宅弘城、 寺脇康文、古谷一行、柳葉敏郎、 片桐入、林泰文、矢島健一等             | 網頁 （页面存档备份，存于）                  |                                    |                   |
| 01月22日 \|          | 00時59分 \| 01時29分 | 二       | 節約搖滾樂                                                                             | 0     | NTV      | 上田龍也            | 重岡大毅等                                                                                           | 網頁 （页面存档备份，存于）                  |                                    |                   |
| 01月22日 \|          | 21時00分 \| 21時54分 | 二       | 後妻業                                                                                 | 0     | KTV      | 木村佳乃            | 高橋克典、木村多江、伊原剛志、 葉山獎之、長谷川朝晴、篠田麻里子、 平山祐介、田中道子、河本準一等     | 網頁 （页面存档备份，存于）                  |                                    |                   |
| 01月15日 \|          | 22時00分 \| 23時07分 | 二       | 初戀那一天所讀的故事 初めて恋をした日に読む話                                          | 0     | TBS      | 深田恭子            | 永山絢斗、橫濱流星、中村倫也、 高橋洋、石丸謙二郎、鶴見辰吾、 安達祐實、皆川猿時、生瀨勝久等         | 網頁 （页面存档备份，存于）                  | 主：back number 「HAPPY BIRTHDAY」 |                   |
| 01月09日 \|          | 01時28分 \| 01時58分 | 三       | 昨晚過得很愉快吧 ゆうべはお楽しみでしたね                                              | 0     | TBS      | 本田翼 岡山天音     | | 網頁 （页面存档备份，存于）                  |                                    |                   |
| 上一季 \| 03月       | 21時00分 \| 21時54分 | 三       | 相棒Season17                                                                           | 0     | EX       | 水谷豐              | 反町隆史、鈴木杏樹、川原和久、 山中崇史、山西惇、淺利陽介、 田中隆三、杉本哲太、石坂浩二等           | 網頁 （页面存档备份，存于）                  |                                    |                   |
| 01月02日 \| 01月03日 | 21時00分 \| 22時13分 | 三至四   | 家康、建設江戶                                                                         | 02    | NHK      | 市村正親            | 佐佐木藏之介、生瀨勝久、優香、 千葉雄大、高嶋政伸、松重豐、 柄本佑、廣瀨愛麗絲、林遣都等             | 網頁 （页面存档备份，存于）                  |                                    |                   |
| 01月09日 \| 03月13日 | 22時00分 \| 23時00分 | 三       | 房仲女王的逆襲 家売るオンナの逆襲                                                      | 011   | NTV      | 北川景子            | 工藤阿須加、千葉雄大、井本絢子、 仲村亨、鈴木裕樹、松田翔太、 梶原善、臼田麻美、草川拓彌等           | 網頁 （页面存档备份，存于）                  | 主：齊藤和義 「」                  |                   |
| 01月17日 \|          | 01時35分 \| 02時05分 | 四       | 流浪溫泉 遠藤憲一 さすらい温泉♨遠藤憲一                                                | 0     | TX       | 遠藤憲一            | | 網頁 （页面存档备份，存于）                  |                                    |                   |
| 01月10日 \|          | 20時00分 \| 20時54分 | 四       | 刑警ZERO 刑事ゼロ                                                                      | 0     | EX       | 澤村一樹            | 瀧本美織、寺島進、横山大輔、 貓背椿、渡邊一慶、財前直見、 武田鐵矢等                                 | 網頁 Archive.today的存檔，存档日期2019-01-06 |                                    |                   |
| 01月17日 \|          | 21時00分 \| 21時54分 | 四       | 派遣占卜師ATARU ハケン占い師アタル                                                     | 0     | EX       | 杉咲花              | 小澤征悅、志田未來、間宮祥太朗、 志尊淳、野波麻帆、板谷由夏、 及川光博、若村麻由美等                 | 網頁 （页面存档备份，存于）                  |                                    |                   |
| 01月10日 \|          | 22時00分 \| 22時54分 | 四       | 醜聞專門律師 QUEEN スキャンダル専門弁護士 QUEEN                                        | 0     | CX       | 竹內結子            | 水川麻美、中川大志、齊藤由貴、 升野英知、泉里香、山本耕史等                                          | 網頁 （页面存档备份，存于）                  | 主：YUKI 「」                      |                   |
| 01月10日 \|          | 23時59分 \| 24時54分 | 四       | 人生變快樂的幸福法則 人生が楽しくなる幸せの法則                                        | 0     | YTV      | 夏菜                | 高橋瑪莉潤、小林喜名子、 和田琢磨、佐野雛子、忍成修吾、 伊藤修子、德井優、田山涼成等                 | 網頁 （页面存档备份，存于）                  |                                    |                   |
| 01月18日 \|          | 01時00分 \| 01時30分 | 五       | 設計師 澀井直人的休假 デザイナー 渋井直人の休日                                        | 0     | TX       | 光石研              | 黑木華等                                                                                             | 網頁 （页面存档备份，存于）                  |                                    |                   |
| 01月11日 \|          | 20時00分 \| 20時43分 | 五       | 小吉的老婆                                                                             | 08    | [ 1 ]    | 澤口靖子            | 古田新太、鈴木福、升毅、 高橋和也、高橋瞳、石倉三郎、 江波杏子、里見浩太朗等                         | 網頁 （页面存档备份，存于）                  |                                    |                   |
| 01月18日 \| 03月01日 | 20時00分 \| 20時54分 | 五       | 記憶搜查～新宿東署事件檔案～ 記憶捜査〜新宿東署事件ファイル〜                          | 07    | TX       | 北大路欣也          | 風間俊介、上白石萌音、內田朝陽、 松本大志、勝野洋、宅麻伸、 石黑賢、余貴美子等                       | 網頁 （页面存档备份，存于）                  |                                    |                   |
| 01月18日 \|          | 22時00分 \| 22時45分 | 五       | 特攝GAGAGA トクサツガガガ                                                              | 07    | NHK      | 小芝風花            | 倉科佳奈、木南晴夏、森永悠希、 本田剛文、武田玲奈、内山命、 寺田心、松下由樹等                       | [ 網頁]                                      |                                    |                   |
| 01月11日 \|          | 22時00分 \| 22時54分 | 五       | 警察之家 メゾン・ド・ポリス                                                            | 0     | TBS      | 高畑充希            | 西島秀俊、西田尚美、龍星涼、 木村了、戶田昌宏、小日向文世、 野口五郎、角野卓造、近藤正臣等           | 網頁 （页面存档备份，存于）                  | 主：WANIMA 「」                    |                   |
| 01月11日 \|          | 23時15分 \| 24時15分 | 五       | 我的大叔～WATAOJI～ 私のおじさん〜WATAOJI〜                                            | 0     | EX       | 岡田結實            | 遠藤憲一、城田優等                                                                                   | 網頁 （页面存档备份，存于）                  |                                    |                   |
| 01月12日 \|          | 00時12分 \| 00時52分 | 六       | 水果宅配 フルーツ宅配便                                                                | 0     | TX       | 濱田岳              | 仲里依紗、前野朋哉、德永繪里、 山下莉緒、北原里英、原扶貴子、 荒川良良、松尾鈴木等                   | 網頁 （页面存档备份，存于）                  |                                    |                   |
| 01月26日 \|          | 00時52分 \| 01時23分 | 六       | 日本破舊民宿紀行 日本ボロ宿紀行                                                        | 0     | TX       | 深川麻衣            | 高橋和也等                                                                                           | 網頁 （页面存档备份，存于）                  |                                    |                   |
| 01月26日 \|          | 20時15分 \| 20時43分 | 六       | 新月                                                                                   | 05    | NHK      | 高橋一生 永作博美   | 工藤阿須加、大政絢、壇蜜、 黑川芽以、風吹純等                                                        | [ 網頁]                                      |                                    |                   |
| 03月23日 \| 03月24日 | 21時00分 \| 23時24分 | 六至日   | 兩個祖國 二つの祖国                                                                    | 02    | TX       | 小栗旬              | 室剛、高良健吾、新田真劍佑、 松重豐、麻生祐未、多部未華子、 仲里依紗、池田依來沙、橋本愛實等         | 網頁 （页面存档备份，存于）                  |                                    |                   |
| 03月30日 \| 03月31日 | 21時00分 \|          | 六至日   | 名偵探・明智小五郎                                                                     | 02    | EX       | 西島秀俊            | 伊藤淳史、石田百合子、岸井雪乃、 香川照之等                                                          | 網頁 （页面存档备份，存于）                  |                                    |                   |
| 01月19日 \|          | 22時00分 \| 22時54分 | 六       | Innocence 冤罪律師 イノセンス 冤罪弁護士                                               | 0     | NTV      | 坂口健太郎          | 川口春奈、藤木直人、趣里、 杉本哲太、市川實日子、小市慢太郎、 志賀廣太郎、正名僕藏、赤楚衛二等       | 網頁 （页面存档备份，存于）                  |                                    |                   |
| 01月05日 \|          | 22時00分 \| 23時00分 | 六       | 被盜的臉 盗まれた顔 〜ミアタリ捜査班〜                                                 | 05    | [ 2 ]    | 玉木宏              | 內田理央、町田啟太、澀川清彥、 伊藤步等                                                              | 網頁 Archive.today的存檔，存档日期2019-01-06 |                                    |                   |
| 02月09日 \|          | 22時00分 \| 23時00分 | 六       | 因為誤認那是愛 それを愛とまちがえるから                                                | 05    | [ 2 ]    | 稻森泉              | 鈴木浩介、仲里依紗、安藤政信等                                                                       | 網頁 （页面存档备份，存于）                  |                                    |                   |
| 03月16日 \|          | 22時00分 \| 23時00分 | 六       | 瀕死之眼 ダイイング・アイ                                                              | 06    | [ 2 ]    | 三浦春馬            | 高橋瑪莉潤等                                                                                         | 網頁 （页面存档备份，存于）                  |                                    |                   |
| 01月19日 \|          | 23時15分 \| 24時05分 | 六       | 我的初戀情人 僕の初恋をキミに捧ぐ                                                      | 0     | EX       | 野村周平            | 櫻井日奈子、馬場富美加、松井愛莉、 矢作穗香、岐洲匠、富田健太郎、 石田光、是永瞳、真飛聖等           | 網頁 （页面存档备份，存于）                  | 主：藤岡靛 「Maybe Tomorrow」      |                   |
| 上一季 \| 01月26日   | 23時40分 \| 24時35分 | 六       | 櫻的親子丼2 さくらの親子丼2                                                            | 0     | CX       | 真矢美季            | | 網頁 （页面存档备份，存于）                  |                                    |                   |
| 02月02日 \|          | 23時40分 \| 24時35分 | 六       | 絕對正義 絶対正義                                                                      | 0     | CX       | 山口紗彌加          | | [ 網頁]                                      |                                    |                   |
| 01月06日 \| 下一季   | 20時00分 \| 20時45分 | 日       | 韋駄天～東京奧運故事～ いだてん〜東京オリムピック噺〜                                  | 047   | NHK      | 中村勘九郎 阿部貞夫 | 綾瀨遙、生田斗真、杉咲花、 神木隆之介、森山未來、橋本愛、 竹野內豐、大竹忍、役所廣司等               | 網頁                                         |                                    |                   |
| 01月13日 \|          | 21時00分 \| 21時54分 | 日       | 法庭女王 グッドワイフ                                                                  | 0     | TBS      | 常盤貴子            | 小泉孝太郎、水原希子、瀧藤賢一、 中林大樹、末永美優、賀來千香子、 北村匠海、吉田鋼太郎、唐澤壽明等   | 網頁 （页面存档备份，存于）                  | 主：BUMP OF CHICKEN 「Aurora」     |                   |
| 01月06日 \|          | 22時00分 \| 22時49分 | 日       | 夢露去世的日子                                                                         | 04    | [ 1 ]    | 鈴木京香            | 麻生祐未、佐津川愛美、根岸季衣、 宇崎龍童、草刈正雄等                                                | [ 網頁]                                      |                                    |                   |
| 02月03日 \|          | 22時00分 \| 22時49分 | 日       | 盤上的Alpha 盤上のアルファ〜約束の将棋〜                                               | 04    | [ 1 ]    | 玉木宏              | 比嘉愛未、上地雄輔、野野澄花、 安井順平、堀井新太、夏子、 原日出子、石橋蓮司、近藤正臣等             | [ 網頁]                                      |                                    |                   |
| 03月03日 \|          | 22時00分 \| 22時49分 | 日       | 我家的秘密                                                                             | 05    | [ 1 ]    | 佐藤仁美            | 田中直樹、八嶋智人、永井大、 岸谷五朗等                                                              | [ 網頁]                                      |                                    |                   |
| 01月13日 \|          | 22時00分 \| 23時00分 | 日       | 孤高的手術刀 孤高のメス                                                                | 08    | [ 2 ]    | 瀧澤秀明            | 仲村亨、長塚京三、石丸幹二、 工藤阿須加、山本美月等                                                  | 網頁 （页面存档备份，存于）                  |                                    |                   |
| 03月24日 \|          | 22時00分 \| 23時00分 | 日       | 絕叫                                                                                   | 04    | [ 2 ]    | 尾野真千子          | 安田顯、小西真奈美、片桐仁、 前川泰之、小柳友、酒井若菜、 要潤、麻生祐未等                           | 網頁 （页面存档备份，存于）                  |                                    |                   |
| 01月06日 \|          | 22時30分 \| 23時25分 | 日       | 3年A班-從此刻起，大家都是我的人質- 3年A組-今から皆さんは、人質です-                    | 0     | NTV      | 菅田將暉            | 永野芽郁、片寄涼太、川榮李奈、 上白石萌歌、萩原利久、今田美櫻、 福原遙、神尾楓珠、鈴木仁等           | 網頁 （页面存档备份，存于）                  | 主：THE CRO-MAGNONS 「」           |                   |

### 特別單元劇
| 播放日期 | 播放時間(JST)        | 星 期 | 中文劇名 日文劇名                                                                       | 電 視 台 | 演員          | 演員                                                                                       | 官方 網頁                   | 主題曲 ／插曲 | (加權)平均 收視率 |
| 播放日期 | 播放時間(JST)        | 星 期 | 中文劇名 日文劇名                                                                       | 電 視 台 | 主演          | 其他演員                                                                                   | 官方 網頁                   | 主題曲 ／插曲 | (加權)平均 收視率 |
| -------- | -------------------- | ----- | --------------------------------------------------------------------------------------- | -------- | ------------- | ------------------------------------------------------------------------------------------ | --------------------------- | ------------- | ----------------- |
| 01月02日 | 21時00分 \|          | 三    | 下町火箭 最終回特別編 新春ドラマ特別編 下町ロケット                                     | TBS      | 阿部寛        | 立川談春、安田顯、和田聰宏、 今野浩喜、中本賢、谷田步、 土屋太鳳、竹內涼真、朝倉亞希等     | 網頁 （页面存档备份，存于） |               |                   |
| 01月03日 | 21時00分 \|          | 四    | 科调所的女法研 正月特別篇 科捜研の女 正月スペシャル                                     | EX       | 澤口靖子      | 內藤剛志、若村麻由美、風間徹、 金田明夫等                                                  | 網頁 （页面存档备份，存于） |               |                   |
| 01月04日 | 21時00分 \|          | 五    | 釣魚迷日記 新人社員 濱崎傳助 特別篇 新春ドラマスペシャル 釣りバカ日誌 新米社員 浜崎伝助 | TX       | 濱田岳        | 廣瀨愛麗絲、吹越滿、田邊桃子、 名高達男、小野了、豬野學、 敦士、森田甘路、西田敏行等       | 網頁 （页面存档备份，存于） |               |                   |
| 01月05日 | 21時00分 \| 21時49分 | 六    | 母親歸來～AI的遺言～                                                                    | NHK      | 柳樂優彌      | 岸本加世子、市川實日子、野間口徹、 奧田瑛二等                                              | [ 網頁]                     |               |                   |
| 01月06日 | 21時00分 \| 23時54分 | 日    | 悲慘世界 永無止盡的旅途 レ・ミゼラブル 終わりなき旅路                                   | CX       | 藤岡靛 井浦新 | 山本美月、吉澤亮、村上虹郎、 清原果耶、清水尋也、長谷川京子、 伊武雅刀、香里奈、奧田瑛二等 | 網頁 （页面存档备份，存于） |               |                   |
| 01月12日 | 21時00分 \| 22時13分 | 六    | 越南之光～我開始無償醫療理由～                                                          | NHK      | 濱田岳        | 國仲涼子、木村綠子、本田博太郎、 生瀨勝久等                                                | [ 網頁]                     |               |                   |
| 01月14日 | 21時00分 \|          | 一    | 三匹歐吉桑 歸來 三匹のおっさん リターンズ                                               | TX       | 北大路欣也    | 泉谷茂、志賀廣太郎等                                                                       | 網頁 （页面存档备份，存于） |               |                   |

## 2019年春季（四月至六月）
| 播放日期             | 播放時間(JST)        | 逢 星 期 | 中文劇名 日文劇名                                                              | 集 數 | 電 視 台 | 演員                | 演員                                                                                             | 官方 網頁                   | 主題曲 ／插曲                          | (加權)平均 收視率 |
| 播放日期             | 播放時間(JST)        | 逢 星 期 | 中文劇名 日文劇名                                                              | 集 數 | 電 視 台 | 主演                | 其他演員                                                                                         | 官方 網頁                   | 主題曲 ／插曲                          | (加權)平均 收視率 |
| -------------------- | -------------------- | -------- | ------------------------------------------------------------------------------ | ----- | -------- | ------------------- | ------------------------------------------------------------------------------------------------ | --------------------------- | -------------------------------------- | ----------------- |
| 04月01日 \| 下一季   | 08時00分 \| 08時15分 | 一至六   | 夏空 なつぞら                                                                  | 156   | NHK      | 廣瀨鈴              | 松嶋菜菜子、藤木直人、岡田將生、 吉澤亮、音尾琢真、安田顯、 小林綾子、高畑淳子、草刈正雄等       | 網頁                        | 主：SPITZ 「」                         |                   |
| 04月08日 \| 下一季   | 12時30分 \| 12時50分 | 一至五   | 安寧時光～道 やすらぎの刻〜道                                                  |       | EX       | 清野菜名            | 風吹純、風間俊介、宮田俊哉、 橋爪功、岸本加世子、平山浩行、 石坂浩二、板谷由夏、柳葉敏郎等       | 網頁 （页面存档备份，存于） |                                        | 0                 |
| 04月08日 \|          | 21時00分 \| 21時54分 | 一       | X光室的奇蹟～放射科的診斷報告～ ラジエーションハウス～放射線科の診断レポート～ | 0     | CX       | 窪田正孝            | 本田翼、廣瀨愛麗絲、遠藤憲一、 山口紗彌加、和久井映見、淺野和之、 濱野謙太、丸山智己、鈴木伸之等 | 網頁 （页面存档备份，存于） | 主：MAN WITH A MISSION 「Remember Me」 |                   |
| 04月15日 \|          | 22時00分 \| 22時54分 | 一       | 螺旋～鎮工廠的奇蹟～                                                           | 0     | TX       | 玉木宏              | 貫地谷詩穗梨、戶塚純貴、福士誠治、 野波麻帆、平泉成、間島秀和、 國村隼、真矢美季等               | 網頁 （页面存档备份，存于） | 主：SING LIKE TALKING 「Spiral」       |                   |
| 04月16日 \|          | 21時00分 \| 21時54分 | 二       | 完美世界 パーフェクトワールド                                                  | 0     | KTV      | 松坂桃李            | 山本美月、瀨戶康史、松重豐、 麻生祐未、中村友理、松村北斗、 木村祐一、水澤惠麗奈、堀內敬子等     | 網頁 （页面存档备份，存于） |                                        |                   |
| 04月16日 \|          | 22時00分 \| 22時57分 | 二       | 我要準時下班 わたし、定時で帰ります。                                          | 0     | TBS      | 吉高由里子          | 向井理、中丸雄一、柄本時生、 泉澤祐希、江口德子、櫻田通、 酒井敏也、內田有紀、中山裕介等         | 網頁 （页面存档备份，存于） | 主：Superfly 「Ambitious」             |                   |
| 04月03日 \|          | 01時28分 \| 01時58分 | 三       | 狂賭之淵 season2 賭ケグルイ season2                                            | 0     | TBS      | 濱邊美波            | 高杉真宙、松村沙友理等                                                                           | [ 網頁]                     |                                        |                   |
| 04月10日 \|          | 21時00分 \| 21時54分 | 三       | 特搜9 season2 特捜9 season2                                                    | 0     | EX       | 井之原快彥          | 羽田美智子、津田寬治、吹越滿、 田口浩正、宮近海斗、伊東四朗、 寺尾聰、山田裕貴、里見浩太朗等     | 網頁 （页面存档备份，存于） |                                        |                   |
| 05月22日 \| 05月26日 | 21時00分 \| 22時24分 | 三至日   | 白色巨塔 白い巨塔                                                              | 05    | EX       | 岡田准一            | 松山研一、澤尻英龍華、寺尾聰、 松重豐、岸部一德、滿島真之介、 小林薰、椎名桔平、柳葉敏郎等       | 網頁 （页面存档备份，存于） |                                        |                   |
| 04月10日 \|          | 22時00分 \| 23時00分 | 三       | 白衣戰士！ 白衣の戦士!                                                         | 0     | NTV      | 中條彩未 水川麻美   | 小瀧望、澤村一樹、安田顯、 片瀨那奈、鈴木紗理奈、小松彩夏、 山崎萌香、三宅亮輔等                 | 網頁 （页面存档备份，存于） | 主：Johnny's WEST 「」                 |                   |
| 04月11日 \|          | 01時35分 \|          | 四       | 想被療癒的男人                                                                 | 0     | TX       | 鈴木浩介            | 宇野實彩子、高崎翔太、半海一晃等                                                                 | 網頁 （页面存档备份，存于） |                                        |                   |
| 04月18日 \| 下一季   | 20時00分 \| 20時54分 | 四       | 科调所的女法研19 科捜研の女 第19シリーズ                                       | 0     | EX       | 澤口靖子            | 內藤剛志、若村麻由美、風間徹、 金田明夫、齊藤曉、渡部秀、 山本輝、西田健、石井一彰等             | 網頁 （页面存档备份，存于） | 主：今井美樹 「Blue Rain」             |                   |
| 04月11日 \|          | 21時00分 \| 21時54分 | 四       | 紧急审讯室3 緊急取調室3                                                        | 0     | EX       | 天海祐希            | 田中哲司、速水茂虎道、鈴木浩介、 小日向文世、緒方義博、塚地武雅、 大倉孝二等                     | 網頁 （页面存档备份，存于） | 主：家入里昂 「Prime Numbers」         |                   |
| 04月11日 \|          | 22時00分 \| 22時54分 | 四       | 草莓之夜SAGA ストロベリーナイト・サーガ                                        | 0     | CX       | 二階堂富美 龜梨和也 | 宍戸開、中林大樹、重岡大毅、 葉山獎之、今野浩喜、菊池桃子、 伊武雅刀、山口馬木也、江口洋介等     | 網頁 （页面存档备份，存于） | 主：龜梨和也 「Rain」                  |                   |
| 04月04日 \|          | 23時59分 \| 24時54分 | 四       | 對面的爆紅家族 向かいのバズる家族                                              | 0     | YTV      | 內田理央            | 高岡早紀、木下隆行、那智、 小野武彥、小川紗良、永野宗典、 山中崇、藤井武美、白洲迅等             | 網頁 （页面存档备份，存于） |                                        |                   |
| 04月12日 \|          | 01時00分 \| 01時30分 | 五       | 電影少女 -VIDEO GIRL MAI 2019-                                                 | 0     | TX       | 山下美月 萩原利久   | 西野七瀨等                                                                                       | 網頁 （页面存档备份，存于） |                                        |                   |
| 04月19日 \|          | 20時00分 \| 20時54分 | 五       | 管家 西園寺的名推理2 執事 西園寺の名推理2                                      | 0     | TX       | 上川隆也            | 吉行和子、佐藤二朗、淺利陽介、 里見浩太朗、古谷一行、觀月亞里沙等                                | 網頁 （页面存档备份，存于） |                                        |                   |
| 04月19日 \|          | 22時00分 \| 22時49分 | 五       | Mistresses～女人們的秘密～ ミストレス〜女たちの秘密〜                          | 010   | NHK      | 長谷川京子          | 玄理、大政絢、篠田麻里子、 水野美紀、杉野遙亮、細田善彥、 森優作、小篠惠奈、甲本雅裕等           | [ 網頁]                     |                                        |                   |
| 04月12日 \|          | 22時00分 \| 22時54分 | 五       | 破案神手 インハンド                                                            | 0     | TBS      | 山下智久            | 濱田岳、菜菜緒、藤森慎吾、 光石研、高橋春織、酒井貴浩、 松尾貴史、田口智朗、利重剛等             | 網頁 （页面存档备份，存于） | 主：山下智久 「CHANGE」                |                   |
| 04月19日 \|          | 23時15分 \| 24時15分 | 五       | 家政夫三田園3 家政夫のミタゾノ3                                                | 0     | EX       | 松岡昌宏            | 伊野尾慧、川榮李奈、平田敦子、 余貴美子等                                                        | 網頁 （页面存档备份，存于） |                                        |                   |
| 04月13日 \|          | 00時00分 \|          | 六       | 東京二十三區女                                                                 | 06    | [ 2 ]    | 倉科佳奈            | 安達祐實、櫻庭奈奈美、壇蜜、 中山美穗、島崎遙香等                                                | 網頁 （页面存档备份，存于） |                                        |                   |
| 04月06日 \|          | 00時12分 \| 00時52分 | 六       | 昨日的美食 きのう何食べた?                                                     | 0     | TX       | 西島秀俊 內野聖陽   | 田中美佐子、矢柴俊博、真凜、 中村由里香、志賀廣太郎、山本耕史、 磯村勇斗、梶芽衣子、高泉淳子等   | 網頁 （页面存档备份，存于） |                                        |                   |
| 05月18日 \|          | 21時00分 \|          | 六       | 數位刺青                                                                       | 0     | NHK      | 高橋克實            | 瀨戶康史、唐田英里佳、伊武雅刀等                                                                 | [ 網頁]                     |                                        |                   |
| 04月20日 \|          | 22時00分 \| 22時54分 | 六       | 我的裙子、去哪了? 俺のスカート、どこ行った?                                    | 0     | NTV      | 古田新太            | 松下奈緒、永瀨廉、道枝駿佑、 桐山漣、大倉孝二、荒川良良、 小市慢太郎、長尾謙杜、片山友希等       | 網頁 （页面存档备份，存于） |                                        |                   |
| 04月27日 \|          | 22時00分 \| 23時00分 | 六       | 坡道上的家                                                                     | 06    | [ 2 ]    | 柴崎幸              | 田邊誠一、伊藤步、真島秀和、 倍賞美津子、高畑淳子、酒井美紀、 光石研、風吹純、水野美紀等         | 網頁 （页面存档备份，存于） |                                        |                   |
| 06月08日 \|          | 22時00分 \| 23時00分 | 六       | 鏡像孿生 第二季                                                                | 0     | [ 2 ]    | 藤谷太輔            | 倉科佳奈、高橋克典、石黑賢、 渡邊大、武田梨奈等                                                  | 網頁 （页面存档备份，存于） |                                        |                   |
| 04月13日 \|          | 23時15分 \| 24時05分 | 六       | 東京獨身男子 東京独身男子                                                      | 0     | EX       | 高橋一生            | 齋藤工、瀧藤賢一、仲里依紗、 高橋瑪莉潤、櫻井友紀、内藤理沙、 仁科愛、宮本茉由、小野武彥等       | 網頁 （页面存档备份，存于） | 主：高橋一生 「」                      |                   |
| 04月06日 \|          | 23時40分 \| 24時35分 | 六       | 鏡像孿生 第一季                                                                | 0     | CX       | 藤谷太輔            | 倉科佳奈、高橋克典、石黑賢、 渡邊大、武田梨奈等                                                  | 網頁 （页面存档备份，存于） |                                        |                   |
| 06月01日 \|          | 23時40分 \| 24時35分 | 六       | 假面同窗會 仮面同窓会                                                          | 0     | CX       | 溝端淳平            |                                                                                                  | [ 網頁]                     | 主：HYDE「Another Moment」             |                   |
| 上一季 \| 下一季     | 20時00分 \| 20時45分 | 日       | 韋駄天～東京奧運故事～ いだてん〜東京オリムピック噺〜                          | 047   | NHK      | 中村勘九郎 阿部貞夫 | 綾瀨遙、杉咲花、永山絢斗、 森山未來、神木隆之介、橋本愛、 杉本哲太、大竹忍、役所廣司等           | 網頁                        |                                        |                   |
| 04月21日 \|          | 21時00分 \| 21時54分 | 日       | 集團左遷!! 集団左遷!!                                                          | 0     | TBS      | 福山雅治            | 香川照之、神木隆之介、中村杏、 井之脇海、高橋和也、迫田孝也、 市村正親、尾美利德、三上博史等     | 網頁 （页面存档备份，存于） | 主：ELEPHANT KASHIMASHI 「」           |                   |
| 04月07日 \|          | 22時00分 \| 22時49分 | 日       | 大全力失蹤 大全力失踪                                                          | 04    | [ 1 ]    | 原田泰造            | 緒川環、優希美青、山田裕貴、 石丸謙二郎、大澄賢也、橫溝菜帆、 手塚徹、淺野溫子等                 | [ 網頁]                     |                                        |                   |
| 05月05日 \|          | 22時00分 \| 22時49分 | 日       | 殘念刑警                                                                       | 04    | [ 1 ]    | 風間俊介            | 犬飼貴丈、石川戀、鶴見辰吾、 佐野史郎等                                                          | [ 網頁]                     |                                        |                   |
| 05月12日 \|          | 22時00分 \| 23時00分 | 日       | 惡黨～加害者追蹤調査～                                                         | 06    | [ 2 ]    | 東出昌大            | 松重豐、新川優愛等                                                                               | 網頁 （页面存档备份，存于） |                                        |                   |
| 06月23日 \|          | 22時00分 \| 23時00分 | 日       | 神之手                                                                         | 05    | [ 2 ]    | 椎名桔平            |                                                                                                  | 網頁 （页面存档备份，存于） |                                        |                   |
| 04月14日 \| 下一季   | 22時30分 \| 23時25分 | 日       | 輪到你了 あなたの番です                                                        | 0     | NTV      | 原田知世 田中圭     | 西野七瀨、淺香航大、奈緒、 三倉佳奈、大友花戀、安藤政信、 竹中直人、木村多江、生瀨勝久等         | 網頁 （页面存档备份，存于） | 主：Aimer 「STAND-ALONE」              |                   |

### 特別單元劇
| 播放日期 | 播放時間(JST)        | 星 期 | 中文劇名 日文劇名                             | 電 視 台 | 演員     | 演員                                                                                 | 官方 網頁                   | 主題曲 ／插曲 | (加權)平均 收視率 |
| 播放日期 | 播放時間(JST)        | 星 期 | 中文劇名 日文劇名                             | 電 視 台 | 主演     | 其他演員                                                                             | 官方 網頁                   | 主題曲 ／插曲 | (加權)平均 收視率 |
| -------- | -------------------- | ----- | --------------------------------------------- | -------- | -------- | ------------------------------------------------------------------------------------ | --------------------------- | ------------- | ----------------- |
| 05月18日 | 21時00分 \| 23時10分 | 六    | 行骗天下JP 運勢篇 コンフィデンスマンJP 運勢編 | CX       | 長澤雅美 | 東出昌大、小日向文世、織田梨沙、 小手伸也、北村一輝、廣末涼子、 中山美穗、小木茂光等 | 網頁 （页面存档备份，存于） |               |                   |

## 2019年夏季（七月至九月）
| 播放日期           | 播放時間(JST)        | 逢 星 期 | 中文劇名 日文劇名                                                                           | 集 數 | 電 視 台 | 演員                | 演員                                                                                               | 官方 網頁                   | 主題曲 ／插曲                         | (加權)平均 收視率 |
| 播放日期           | 播放時間(JST)        | 逢 星 期 | 中文劇名 日文劇名                                                                           | 集 數 | 電 視 台 | 主演                | 其他演員                                                                                           | 官方 網頁                   | 主題曲 ／插曲                         | (加權)平均 收視率 |
| ------------------ | -------------------- | -------- | ------------------------------------------------------------------------------------------- | ----- | -------- | ------------------- | -------------------------------------------------------------------------------------------------- | --------------------------- | ------------------------------------- | ----------------- |
| 上一季 \| 09月28日 | 08時00分 \| 08時15分 | 一至六   | 夏空 なつぞら                                                                               | 156   | NHK      | 廣瀨鈴              | 岡田將生、比嘉愛未、中川大志、 染谷將太、渡邊麻友、戶田惠子、 井浦新、貫地谷栞、山口智子等         | 網頁                        | 主：SPITZ 「」                        |                   |
| 上一季 \| 下一季   | 12時30分 \| 12時50分 | 一至五   | 安寧時光～道 やすらぎの刻〜道                                                               |       | EX       | 清野菜名            | 風吹純、風間俊介、宮田俊哉、 橋爪功、岸本加世子、平山浩行、 石坂浩二、板谷由夏、柳葉敏郎等         | 網頁 （页面存档备份，存于） |                                       | 0                 |
| 07月08日 \|        | 21時00分 \| 21時54分 | 一       | 監察醫 朝顏 監察医 朝顔                                                                     | 0     | CX       | 上野樹里            | 時任三郎、風間俊介、志田未來、 中尾明慶、森本慎太郎、板尾創路、 石田光、山口智子、柄本明等         | 網頁 （页面存档备份，存于） | 主：折坂悠太 「」                     |                   |
| 07月22日 \|        | 22時00分 \| 22時54分 | 一       | Legal Heart                                                                                 | 0     | TX       | 反町隆史            | 小池榮子、堀井新太、田畑志真、 海崎遙斗、和久井映見、橋爪功、 松本留美、水沢林太郎等               | 網頁 （页面存档备份，存于） | 主：水谷果穗 「」                     |                   |
| 07月16日 \|        | 21時00分 \| 21時54分 | 二       | Two Weeks                                                                                   | 0     | KTV      | 三浦春馬            | 芳根京子、比嘉愛未、三浦貴大、 稻垣來泉、近藤公園、鈴木仁、 磯村勇斗、高嶋政伸、黑木瞳等           | 網頁 （页面存档备份，存于） | 主：三浦春馬 「Fight for your heart」 |                   |
| 07月09日 \|        | 22時00分 \| 22時57分 | 二       | Heaven？ Heaven?〜ご苦楽レストラン〜                                                        | 0     | TBS      | 石原聰美            | 福士蒼汰、志尊淳、田口浩正、 內田慈、矢柴俊博、上田遙、 勝村政信、段田安則、岸部一德等             | 網頁 （页面存档备份，存于） | 主：愛繆 「」                         |                   |
| 07月10日 \|        | 21時00分 \| 21時54分 | 三       | 刑警七人 刑事7人                                                                            | 0     | EX       | 東山紀之            | 田邊誠一、倉科佳奈、白洲迅、 塚本高史、吉田鋼太郎、北大路欣也等                                    | 網頁 （页面存档备份，存于） |                                       |                   |
| 07月10日 \|        | 22時00分 \| 23時00分 | 三       | 偽裝不倫 偽装不倫                                                                           | 0     | NTV      | 杏                  | 宮澤冰魚、瀨戶利樹、MEGUMI、 田中道子、夏子、伊澤弘、 朝加真由美、谷原章介、仲間由紀惠等           | 網頁 （页面存档备份，存于） | 主：milet 「us」                      |                   |
| 上一季 \| 下一季   | 20時00分 \| 20時54分 | 四       | 科调所的女法研19 科捜研の女 第19シリーズ                                                    | 0     | EX       | 澤口靖子            | 內藤剛志、若村麻由美、風間徹、 金田明夫、齊藤曉、渡部秀、 山本輝、西田健、石井一彰等               | 網頁 （页面存档备份，存于） |                                       |                   |
| 07月11日 \|        | 21時00分 \| 21時54分 | 四       | Sign～法醫學者 柚木貴志的事件～                                                             | 0     | EX       | 大森南朋            | 松雪泰子、飯豐萬理江、高杉真宙、 佐津川愛美、淵上泰史、利重剛、 森川葵、西田敏行、仲村亨等         | 網頁 （页面存档备份，存于） | 主：東方神起 「」                     |                   |
| 07月11日 \|        | 22時00分 \| 22時54分 | 四       | 魯邦的女兒                                                                                  | 0     | CX       | 深田恭子            | 瀨戶康史、小澤真珠、栗原類、 加藤諒、大貫勇輔、信太昌之、 藤岡弘、麿赤兒、渡部篤郎等               | 網頁 （页面存档备份，存于） | 主：魚韻 「」                         |                   |
| 07月19日 \|        | 20時00分 \| 20時54分 | 五       | 警視廳零係〜生活安全課也是諮詢室〜 SEASON4 警視庁ゼロ係〜生活安全課なんでも相談室〜 SEASON4 | 0     | TX       | 小泉孝太郎          | 松下由樹、安達祐實、木下隆行、 片岡鶴太郎、戶塚純貴、齊藤由貴、 吉田榮作、中野裕太、宮川一朗太等   | 網頁 （页面存档备份，存于） | 主：KEYTALK 「」                      |                   |
| 07月26日 \|        | 22時00分 \| 22時49分 | 五       | 這筆經費才不會漏掉！ これは経費で落ちません!                                                | 010   | NHK      | 多部未華子          | 重岡大毅、伊藤沙莉、桐山漣、 松井愛莉、韓英惠、片瀬那奈、 師師岡、平山浩行、吹越滿等               | 網頁 （页面存档备份，存于） | 主：阿部真央 「」                     |                   |
| 07月19日 \|        | 22時00分 \| 22時54分 | 五       | 凪的新生活 凪のお暇                                                                         | 0     | TBS      | 黑木華              | 高橋一生、中村倫也、市川實日子、 瀧内公美、大塚千弘、唐田英里佳、 片平渚、吉田羊、三田佳子等       | 網頁 （页面存档备份，存于） | 主：miwa 「」                         |                   |
| 07月26日 \|        | 23時15分 \| 24時15分 | 五       | 蟬男 セミオトコ                                                                             | 0     | EX       | 山田涼介            | 木南晴夏、今田美櫻、三宅健、 山崎靜代、谷井一郎、佐藤仁美、 北村有起哉、阿川佐和子、檀富美等       | 網頁 （页面存档备份，存于） | 主：Hey! Say! JUMP 「」               |                   |
| 07月06日 \|        | 00時00分 \|          | 六       | 爆炸頭田中 アフロ田中                                                                       | 010   | [ 2 ]    | 賀來賢人            | 夏帆、松尾諭、白石隼也、 村川繪梨、清水葉月、今野杏南、 小澤征悅、渡邊惠里等                       | 網頁 （页面存档备份，存于） |                                       |                   |
| 07月13日 \|        | 00時12分 \| 00時52分 | 六       | ITurn                                                                                       | 0     | TX       | 室剛 古田新太       | 渡邊大知、鈴木愛理、每熊克哉、 渡邊真起子、手塚通、相島一之、 笹野高史、黑木瞳、田中圭等           | 網頁 （页面存档备份，存于） |                                       |                   |
| 07月20日 \|        | 00時52分 \| 01時23分 | 六       | 桑道                                                                                        | 0     | TX       | 原田泰造            | 三宅弘城、磯村勇斗、宅麻伸等                                                                       | 網頁 （页面存档备份，存于） |                                       |                   |
| 07月13日 \|        | 22時00分 \| 22時54分 | 六       | Voice 110緊急指令室                                                                         | 0     | NTV      | 唐澤壽明            | 真木陽子、增田貴久、木村祐一、 石橋菜津美、田村健太郎、安井順平、 小市慢太郎、矢作穗香、菊池桃子等 | 網頁 （页面存档备份，存于） | 主：BLUE ENCOUNT 「」                 |                   |
| 07月06日 \|        | 22時00分 \| 23時00分 | 六       | 惡毒女兒・聖潔母親                                                                          | 06    | [ 2 ]    | 寺島忍              | 足立梨花、清原果耶、中村友理、 倉科佳奈、伊藤步等                                                  | 網頁 （页面存档备份，存于） |                                       |                   |
| 07月27日 \|        | 23時15分 \| 24時05分 | 六       | 學園爆笑王                                                                                  | 0     | EX       | 間宮祥太朗          | 渡邊大知、矢本悠馬、小芝風花、 駿河太郎、尾上寬之、篠原友希子、 德永繪里、寺島進等                 | 網頁 （页面存档备份，存于） | 主：B'z 「」                          |                   |
| 08月03日 \|        | 23時40分 \| 24時35分 | 六       | 各自的斷崖                                                                                  | 0     | CX       | 遠藤憲一            | 田中美里、田中美佐子、渡邊蒼、 永瀬莉子、仁村紗和、梨本謙次郎、 目黑祐樹、清水大登、內田滋等       | 網頁 （页面存档备份，存于） | 主：化學超男子 「Angel」              |                   |
| 上一季 \| 下一季   | 20時00分 \| 20時45分 | 日       | 韋駄天～東京奧運故事～ いだてん〜東京オリムピック噺〜                                       | 047   | NHK      | 阿部貞夫 中村勘九郎 | 桐谷健太、齋藤工、三浦貴大、 森山未來、神木隆之介、上白石萌歌、 中川雅也、藥師丸博子、役所廣司等   | 網頁                        |                                       |                   |
| 07月07日 \|        | 21時00分 \| 21時54分 | 日       | NO SIDE GAME                                                                                | 0     | TBS      | 大泉洋              | 松隆子、高橋光臣、真榮田鄉敦、 笹本玲奈、入江甚儀、村田雄浩、 大谷亮平、中村芝翫、上川隆也等       | 網頁 （页面存档备份，存于） | 主：米津玄師 「」                     |                   |
| 08月04日 \|        | 22時00分 \| 23時00分 | 日       | 然後，活下去                                                                                | 06    | [ 2 ]    | 有村架純            | 坂口健太郎、知英、岡山天音、 萩原聖人、光石研、南果步等                                            | 網頁 （页面存档备份，存于） |                                       |                   |
| 上一季 \| 09月08日 | 22時30分 \| 23時25分 | 日       | 輪到你了 あなたの番です                                                                     | 020   | NTV      | 田中圭              | 西野七瀨、橫濱流星、奈緒、 田中哲司、袴田吉彥、安藤政信、 竹中直人、木村多江、生瀨勝久等           | 網頁 （页面存档备份，存于） | 主：手塚翔太 「」                     |                   |

### 特別單元劇
| 播放日期 | 播放時間(JST) | 星 期 | 中文劇名 日文劇名                                                                        | 電 視 台 | 演員   | 演員                                                                                         | 官方 網頁 | 主題曲 ／插曲 | (加權)平均 收視率 |
| 播放日期 | 播放時間(JST) | 星 期 | 中文劇名 日文劇名                                                                        | 電 視 台 | 主演   | 其他演員                                                                                     | 官方 網頁 | 主題曲 ／插曲 | (加權)平均 收視率 |
| -------- | ------------- | ----- | ---------------------------------------------------------------------------------------- | -------- | ------ | -------------------------------------------------------------------------------------------- | --------- | ------------- | ----------------- |
| 07月15日 | 19時30分 \|   | 一    | 永遠的長老～命名北海道的男人 松浦武四郎～ 永遠のニシパ 〜北海道と名付けた男 松浦武四郎〜 | NHK      | 松本潤 | 深田恭子、宇梶剛士、西村雅彥、 木村彰吾、筧利夫、石倉三郎、 石井正則、小日向文世、江口洋介等 | 網頁      |               |                   |

## 2019年秋季（十月至十二月）
| 播放日期           | 播放時間(JST)        | 逢 星 期 | 中文劇名 日文劇名                                              | 集 數 | 電 視 台 | 演員                | 演員                                                                                             | 官方 網頁                   | 主題曲 ／插曲                       | (加權)平均 收視率 |
| 播放日期           | 播放時間(JST)        | 逢 星 期 | 中文劇名 日文劇名                                              | 集 數 | 電 視 台 | 主演                | 其他演員                                                                                         | 官方 網頁                   | 主題曲 ／插曲                       | (加權)平均 收視率 |
| ------------------ | -------------------- | -------- | -------------------------------------------------------------- | ----- | -------- | ------------------- | ------------------------------------------------------------------------------------------------ | --------------------------- | ----------------------------------- | ----------------- |
| 09月30日 \| 下一季 | 08時00分 \| 08時15分 | 一至六   | 緋紅 スカーレット                                              | 150   | NHK      | 戶田惠梨香          | 富田靖子、櫻庭奈奈美、福田麻由子、 大島優子、林遣都、水野美紀、 佐藤隆太、財前直見、北村一輝等   | 網頁                        | 主：Superfly 「」                   |                   |
| 上一季 \| 下一季   | 12時30分 \| 12時50分 | 一至五   | 安寧時光～道 やすらぎの刻〜道                                  |       | EX       | 清野菜名            | 風吹純、風間俊介、宮田俊哉、 橋爪功、岸本加世子、平山浩行、 石坂浩二、板谷由夏、柳葉敏郎等       | 網頁 （页面存档备份，存于） |                                     | 0                 |
| 10月07日 \|        | 21時00分 \| 21時54分 | 一       | 夏洛克：未敘之章 シャーロック                                  | 0     | CX       | 藤岡靛              | 岩田剛典、山田真步、優太朗、 佐佐木藏之介等                                                      | 網頁 （页面存档备份，存于） | 主：藤岡靛 「Shelly」               |                   |
| 10月21日 \|        | 22時00分 \| 22時54分 | 一       | 晴～綜合商社之女人～                                           | 0     | TX       | 中谷美紀            | 藤木直人、白洲迅、寺田心、 奧田瑛二、忍成修吾、山中崇、 加治將樹、渡邊邦斗等                     | 網頁 （页面存档备份，存于） | 主：wacci 「Baton」                 |                   |
| 10月08日 \|        | 21時00分 \| 21時54分 | 二       | 還是不能結婚的男人 まだ結婚できない男                            | 0     | KTV      | 阿部寛              | 吉田羊、深川麻衣、塚本高史、 不破萬作、平祐奈、三浦理惠子、 尾美利德、稻森泉、草笛光子等         | 網頁 （页面存档备份，存于） | 主：持田香織 「」                   |                   |
| 10月15日 \|        | 22時00分 \| 22時57分 | 二       | G弦上的你和我 G線上のあなたと私                                | 0     | TBS      | 波瑠                | 中川大志、櫻井由紀、鈴木伸之、 真魚、瀧澤凱倫、森岡龍、 小木博明、夏樹陽子、松下由樹等           | 網頁 （页面存档备份，存于） | 主：緑黄色社会 「sabotage」         |                   |
| 10月09日 \| 下一季 | 21時00分 \| 21時54分 | 三       | 相棒Season18                                                   | 0     | EX       | 水谷豐              | 反町隆史、淺利陽介、川原和久、 山中崇史、山西惇、石坂浩二、 杉本哲太、仲間由紀惠、木村佳乃等     | 網頁 （页面存档备份，存于） |                                     |                   |
| 10月09日 \|        | 22時00分 \| 23時00分 | 三       | 同期的櫻 同期のサクラ                                          | 0     | NTV      | 高畑充希            | 橋本愛、新田真劍佑、龍星涼、 岡山天音、草川拓彌、大野絲、 西岡德馬、相武紗季、椎名桔平等         | 網頁 （页面存档备份，存于） | 主：森山直太朗 「櫻花（二〇一九）」 |                   |
| 上一季 \| 下一季   | 20時00分 \| 20時54分 | 四       | 科调所的女法研19 科捜研の女 第19シリーズ                       | 0     | EX       | 澤口靖子            | 內藤剛志、若村麻由美、風間徹、 金田明夫、齊藤曉、渡部秀、 山本輝、西田健、石井一彰等             | 網頁 （页面存档备份，存于） |                                     |                   |
| 10月17日 \|        | 21時00分 \| 21時54分 | 四       | Doctor-X～外科醫·大門未知子～6 ドクターX〜外科医・大門未知子〜 | 0     | EX       | 米倉涼子            | 內田有紀、遠藤憲一、勝村政信、 鈴木浩介、岸部一德、西田敏行、 市村正親、中山裕介、戶塚純貴等     | 網頁 （页面存档备份，存于） | 主：粉紅佳人 「So What」            |                   |
| 10月17日 \|        | 22時00分 \| 22時54分 | 四       | 前男友狂                                                       | 0     | CX       | 新木優子 高良健吾   | 濱野謙太、田中美奈實、永田淑子、 森田甘路、關口Mandy、加藤虎之介、 趣里、小手伸也、山口紗彌加等  | 網頁 （页面存档备份，存于） | 主：超特急 「Revival Love」         |                   |
| 10月04日 \|        | 23時59分 \| 24時54分 | 四       | CHEAT 詐欺師們請注意 チート〜詐欺師の皆さん、ご注意ください〜  | 0     | YTV      | 本田翼              | 金子大地、風間俊介、上杉柊平、 福原遙、富田望生、橫田真悠、 清原翔、桐山漣等                     | 網頁 （页面存档备份，存于） | 主：桃色幸運草Z 「stay gold」       |                   |
| 10月11日 \|        | 01時00分 \| 01時30分 | 五       | 新手姊妹的雙人餐桌                                             | 0     | TX       | 山田杏奈 大友花戀   | 田中芽衣、芋生悠、芦名星                                                                         | 網頁 （页面存档备份，存于） | 主：koresawa 「」                   |                   |
| 10月18日 \|        | 20時00分 \| 20時54分 | 五       | 特命刑警 確保之女2 特命刑事 カクホの女2                        | 0     | TX       | 名取裕子            | 麻生祐未、大東駿介、高橋克典、 加藤雅也、長谷川初範、正名僕藏、 小野塚勇人等                     | 網頁 （页面存档备份，存于） | 主：城南海 「ONE」                  |                   |
| 10月18日 \|        | 22時00分 \| 22時49分 | 五       | 事故調小姐 ミス・ジコチョー〜天才・天ノ教授の調査ファイル〜    | 010   | NHK      | 松雪泰子            | 堀井新太、須藤理彩、高橋瑪莉潤、 余貴美子等                                                      | 網頁 （页面存档备份，存于） | 主：[Alexandros] 「」               |                   |
| 10月11日 \|        | 22時00分 \| 22時54分 | 五       | 4分鐘的金盞菊 4分間のマリーゴールド                            | 0     | TBS      | 福士蒼汰            | 菜菜緒、橫濱流星、西村元貴、 伊藤旭輝、關水渚、西尾麻里、 麻生祐未、橋本潤、桐谷健太等           | 網頁 （页面存档备份，存于） | 主：平井堅 「#302」                 |                   |
| 10月11日 \|        | 23時15分 \| 24時15分 | 五       | 時效警察初次見面 時効警察はじめました                          | 0     | EX       | 小田切讓            | 麻生久美子、吉岡里帆、磯村勇斗、 豐原功補、布施繪里、江口法子、 緋田康人、光石研、岩松了等       | 網頁 （页面存档备份，存于） | 主：椎名林檎 「」                   |                   |
| 10月05日 \|        | 00時12分 \| 00時52分 | 六       | 孤獨的美食家 Season8 孤独のグルメ Season8                      | 0     | TX       | 松重豐              |                                                                                                  | 網頁 （页面存档备份，存于） |                                     |                   |
| 10月19日 \|        | 00時52分 \| 01時23分 | 六       | 獨自一人露營睡覺 ひとりキャンプで食って寝る                    | 0     | TX       | 三浦貴大 夏帆       |                                                                                                  | 網頁 （页面存档备份，存于） |                                     |                   |
| 10月19日 \|        | 21時00分 \| 21時49分 | 六       | 少年寅次郎                                                     | 05    | NHK      | 井上真央            | 毎熊克哉、泉澤祐希、岸井雪乃、 石丸幹二等                                                        | [ 網頁]                     |                                     |                   |
| 10月12日 \|        | 22時00分 \| 22時54分 | 六       | 我的故事很長                                                   | 0     | NTV      | 生田斗真            | 安田顯、小池榮子、清原果耶、 杉野遙亮、水澤林太郎、濱谷健司、 本多力、西村雅彥、原田美枝子等     | 網頁 （页面存档备份，存于） | 主：關西傑尼斯8 「」                |                   |
| 11月02日 \|        | 23時15分 \| 24時05分 | 六       | 大叔的愛-in the sky- おっさんずラブ-in the sky-                | 0     | EX       | 田中圭              | 吉田鋼太郎、千葉雄大、戶次重幸、 佐津川愛美、鈴鹿央士、正名僕藏、 木崎由里亞、片岡京子、MEGUMI等 | 網頁 （页面存档备份，存于） | 主：sumika 「」                     |                   |
| 上一季 \| 12月     | 20時00分 \| 20時45分 | 日       | 韋駄天～東京奧運故事～ いだてん〜東京オリムピック噺〜          | 047   | NHK      | 阿部貞夫 中村勘九郎 | 星野源、松坂桃李、安藤櫻、 德井義實、松田龍平、皆川猿時、 三谷幸喜、松重豐、淺野忠信等           | 網頁                        |                                     |                   |
| 10月20日 \|        | 21時00分 \| 21時54分 | 日       | Grand Maison東京 グランメゾン東京                              | 0     | TBS      | 木村拓哉            | 鈴木京香、玉森裕太、尾上菊之助、 及川光博、澤村一樹、中村杏、 寬一郎、手塚徹、吉谷彩子等         | 網頁 （页面存档备份，存于） | 主：山下達郎 「RECIPE」             |                   |
| 10月13日 \|        | 22時30分 \| 23時25分 | 日       | Nippon Noir-刑警Y的反亂- ニッポンノワール-刑事Yの反乱-         | 0     | NTV      | 賀來賢人            | 廣末涼子、井浦新、北村一輝、 夏帆、工藤阿須加、高橋光、 立花惠理、細田善彥、篠井英介等           | 網頁 （页面存档备份，存于） | 主：南方之星 「」                   |                   |